# St. Benin Communal Cemetery
St. Benin Communal Cemetery is een Britse militaire begraafplaats gelegen in de Franse plaats Saint-Benin (Noorderdepartement). De begraafplaats wordt onderhouden door de Commonwealth War Graves Commission.
De begraafplaats telt 10 geïdentificeerde Gemenebest graven uit de Eerste Wereldoorlog.